# Луций II
Лу́ций II (лат. Lucius PP. II; в миру Джера́рдо Каччанеми́чи дель О́рсо, итал. Gerardo Caccianemici dell’Orso; 6 июня 1079 — 15 февраля 1145) — папа римский с 9 марта 1144 года по 15 февраля 1145 года.

## Духовная карьера
Джерардо Каччанемичи дель Орсо был уроженцем Болоньи и здесь стал каноником. В 1124 году папа Гонорий II возвёл Джерардо в сан кардинала-священника Санта-Кроче-ин-Джерусалемме. Четырежды (в 1125—1126, 1130—1131, 1133—1134 и 1136 годах) кардинал Джерардо был папским легатом в Германии, где приобрёл влияние на короля Лотаря II, в избрании которого в 1125 году участвовал. В конце понтификата Иннокентия II (1143) Джерардо был назначен секретарём и библиотекарем папы.
Во время схизмы Иннокентия II и Анаклета II Джерардо был твёрдым сторонником первого и в качестве легата способствовал двум итальянским походам Лотаря II. В ноябре 1138 года Джерардо вместе с двумя другими кардиналами (одним из них был будущий папа Целестин II) участвовал от имени Иннокентия II в диспуте в Салерно с тремя посланниками Анаклета II. Целью диспута было убедить Рожера II перестать поддерживать антипапу (к этому моменту других владетельных сторонников у Анаклета II не было). Рожер II не изменил своей позиции, но между королём и кардиналом Джерардо сложились дружеские отношения. Хронист Ромуальд Салернский называет Джерардо «compater et amicus» (кум и друг) Рожера II. Поскольку Рожер II в 1138 году был вдовцом, и представляется сомнительным крещение кардиналом кого-нибудь из королевских бастардов, самым вероятным объяснением кумовства является их совместное крещение неизвестного младенца в Салерно.

## Понтификат
После скоропостижной смерти Целестина II (9 марта 1144 года, его понтификат продолжался пять месяцев) кардинал Джерардо был избран папой и принял имя Луций II. В начале правления Луцию II удалось разогнать сенат Римской республики, провозглашённой в 1143 году. Из-за продолжающейся нестабильности в Риме Луций II, полагаясь на старую дружбу, встретился с Рожером II в Чепрано в июне 1144 года. В обмен на признание королевского титула Рожера (титул был одобрен Иннокентием II в 1139 году, но Целестин II отказался подтвердить решение предшественника) Луций II просил военной помощи. Переговоры зашли в тупик, и Луций II, не подтвердив королевского титула Рожера и не получив поэтому никакой помощи, вернулся в Рим.
В то время римский сенат вновь собрался, избрал своим руководителем (патрицием) Джордано Пьерлеони (брата покойного антипапы Анаклета II) и потребовал от Луция II навсегда отказаться от светской власти в Риме. Папе предлагалось жить, подобно апостолу Петру, за счёт пожертвований верующих. Луций II отверг требования сената. К концу 1144 года столкновения между республиканцами и сторонниками папы происходили по всему Риму. 19 января 1145 года Луцию II не удалось проехать из Латеранского дворца до монастыря Сан-Саба на Авентине для рукоположения нового настоятеля обители. Тогда при поддержке семьи Франджипани, владевших крепостью Циркус Максимус, папа решился нанести первым удар по мятежному сенату. В начале февраля Луций II возглавил атаку своих сторонников на Капитолий и был ранен в голову камнем. Франджипани перевезли Луция II в монастырь святого Андрея на Целии, где он и умер 15 февраля 1145 года.